# Голбан, Владимир Дмитриевич
Владимир Дмитриевич Голбан (13 июня 1925 — ?) — звеньевой колхоза имени Мичурина Лазовского района Молдавской ССР, Герой Социалистического Труда (23.06.1966).
Родился 13 июня 1925 года в селе Старая Сынжерея, позже назывался пос. Лазовск Лазовского района Молдавии.
Работал трактористом Лазовской МТС до её упразднения в 1958 году, затем — в колхозе имени Мичурина. Весной 1959 года возглавил звено по выращиванию кукурузы на зерно.
В 1961 году полностью отказался от применения ручного труда и получил на площади 75 га среднюю урожайность зерна в початках 75 ц/га (в среднем по колхозу — по 51, 2 га на площади 750 га). Согласно условиям ему выдали в качестве натуральной оплаты 9 тонн зерна (этот случай привёл Н. С. Хрущов в своем выступлении на заседании Бюро ЦК ҚПСС по РСФСР 27 марта 1962 года). Если средняя себестоимость центнера зерна кукурузы в колхозе имени Мичурина составила один рубль 97 копеек, то у механизаторов звена — 59 копеек.
В 1962 году обязался вырастить урожай 85 ц/га на площади 100 га (фактически получил 78 ц/га).
Борясь за звание коллектива коммунистического труда, звено в сложных климатических условиях 1963 года вырастило на площади 104 гектара по 45,5 центнера зерна кукурузы с гектара при себестоимости 71 коп. за центнер.
В 1964 году звено возделывало кукурузу на площади 111 гектаров, свеклу на площади 50 гектаров и подсолнечник. Выращен урожай кукурузы 56,1 центнера зерна и 21,7 ц/га семян подсолнечника.
За эти достижения присвоено звание Героя Социалистического Труда (23.06.1966). Также был награждён двумя орденами Трудового Красного Знамени.
с 1976 года возглавлял бригаду комплексной механизации объединения по механизации и электрификации с.-х . производства Лазовского районного совета колхозов.
С 1986 года на пенсии.